# Hellebæk
Hellebæk est un village situé sur la côte nord de l'île de Seeland au Danemark.
Il a fusionné avec Ålsgårde, formant ainsi une agglomération ayant une population de 5 754 habitants au 1er janvier 2021.